# Олуствере
О́луствере (ест. Olustvere alevik) — селище в Естонії, у волості Пиг'я-Сакала повіту Вільяндімаа.

## Населення
Чисельність населення на 31 грудня 2011 року становила 469 осіб.

## Географія
Поблизу населеного пункту проходить автошлях 49 (Імавере — Вільянді — Карксі-Нуйа). Від Олуствере починається дорога 24116 (Сууре-Яані — Олуствере). З містом Вигма селище з'єднує автошлях 24112 (Яска — Вигма), що проходить через Олуствере.

## Історія
З 19 грудня 1991 до 1 листопада 2005 року селище входило до складу волості Олуствере й було її адміністративним центром. З 1 листопада 2005 до 21 жовтня 2017 року Олуствере належало волості Сууре-Яані.

## Пам'ятки
- Миза Олуствере (Olustvere mõis).

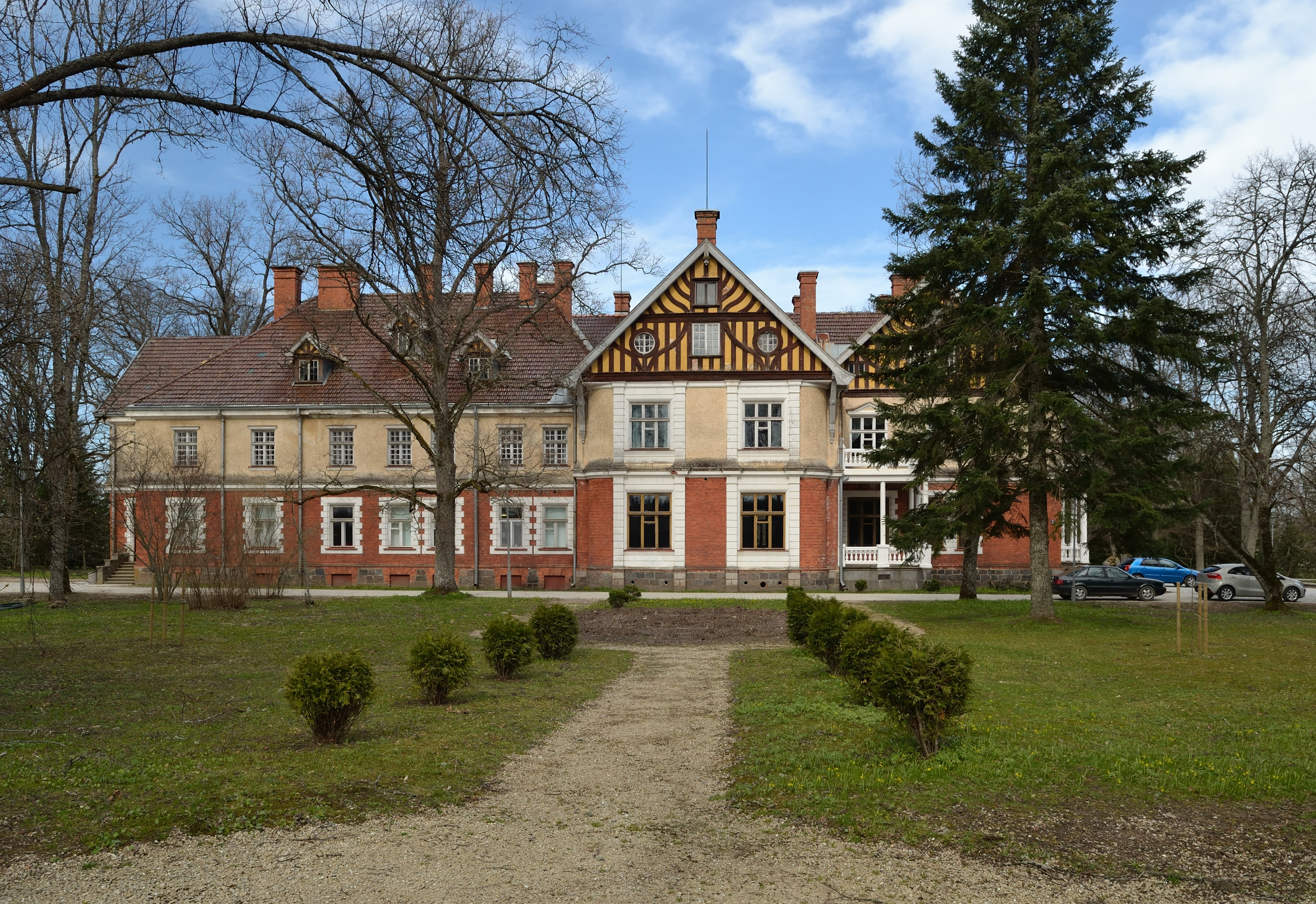
Головна будівля мизи